# Бинт аш-Шати
А́иша Абд ар-Рахма́н (араб. عائشة عبد الرحمن‎; 18 ноября 1913, Думьят — 1 декабря 1998, Каир), известная под псевдонимом Бинт аш-Ша́ти (بِنْت ٱلشّاطِئ, Bint al-Shaṭiʾ — «Дочь берега»), — египетская писательница, литературовед и преподавательница литературы.

## Биография
Она родилась 18 ноября 1913 года в Думьяте (Дамиетте) в египетской мухафазе Думьят, где её отец преподавал в Думьятском религиозном институте. Когда ей было десять лет, её мать, хотя и неграмотная, записала её в школу, пока отец был в разъездах. Хотя её отец возражал, её мать позже отправила Аишу в Эль-Мансура для дальнейшего образования. Позже Аиша изучала арабский язык в Каирском университете, получив степень бакалавра в 1939 году и степень магистра в 1941 году.
В 1942 году Аиша начала работать инспектором по преподаванию арабской литературы в министерстве образования Египта. Защитив с отличием докторскую диссертацию в 1950 году, была назначена преподавателем арабской литературы в Университетском колледже для женщин Университета Айн-Шамс. Входила в редколлегию литературного журнала «Аль-Адаб», 60 лет проработала в редакции газеты «аль-Ахрам». Активная участница национально-освободительного движения 1950—1960-х.
Она писала художественные труды и биографии ранних деятельниц ислама («Героиня Кербелы», «Женщины пророка». «Мать пророка»), а также литературную критику. Она была второй современной женщиной, которая предприняла экзегезу (толкование) Корана. Она не считала себя феминисткой, но её работы отражают убеждение, что авторы-женщины лучше способны анализировать жизненные истории женщин, чем авторы-мужчин.
Исследования Бинт аш-Шати о средневековом поэте и философе Абу-ль-Аля аль-Маарри в 1950 и 1952 годах были отмечены премиями Академии арабского языка в Каире. Ещё одной фигурой, которую Аиша Абд ар-Рахман часто изучала в своих научных трудах, была ранняя арабская поэтесса VII века Аль-Ханса. Одна её монография посвящена и средневековым учёным Мавераннахра.
Она была замужем за Шейхом Амином эль-Хули, своим бывшим преподавателем в Каирском университете. Умерла в Каире от сердечного приступа после инсульта. Всю свою богатую библиотеку она пожертвовала для исследовательских целей. В 1985 году в её честь в Каире была воздвигнута статуя.